# Mollisia dactyligluma
Mollisia dactyligluma är en svampart som beskrevs av Cooke 1891. Mollisia dactyligluma ingår i släktet Mollisia och familjen Dermateaceae.   Inga underarter finns listade i Catalogue of Life.